# Hamon le Dentu
Pour les articles homonymes, voir Hamon.
Hamon le Dentu est un puissant baron normand de l'Ouest du duché, probablement fils des comtes de Corbeil, et étaient l’un des chefs de la bataille du Val-ès-Dunes.

## Histoire
En 1046, après plus de dix années de troubles dans le duché normand, Hamon le Dentu, seigneur de Creully, de Thaon, d'Évrecy et de  Torigni, décide, dans un conseil de barons rebelles du Bessin et du Cotentin, la mort du jeune duc Guillaume le Bâtard, dans le but d'élire à la place Gui de Brionne. 
Ce dernier, fils du comte Renaud Ier de Bourgogne, appartient au parti des Richardides par sa mère Adélaïde (v. 1005- 1038), fille du duc Richard l'Irascible. 
Après l'échec de la tentative d'assassinat du duc à Valognes, il lève avec les autres barons une armée composée d'environ 25 000 hommes et affronte Guillaume le Bâtard dont l'armée ducale a été renforcée par celle de son suzerain le roi Henri Ier, au lieu-dit du Val-ès-Dunes (1047), dans la région de Caen. Les rebelles, sévèrement battus, sont taillés en pièces et Hamon lui-même meurt au combat ou dans la retraite des survivants.

## Origine du surnom
Hamon le Dentu ou Hamon aux dents est certainement un sobriquet, il aurait certainement laissé une lèvre ou une joue lors d'un combat ou une denture mal formée ou, peut-être, fut-il réputé pour son solide coup de fourchette.

## Gonfanon
D'azur au lion d'or rampant. 

## Cri de guerre
Son cri de guerre est « Saint-Amand » et en le poussant, il se ruait avec rage sur ses assaillants.

## Sa mort à la bataille de Val-ès-Dunes
Lors de la mort de Robert de Normandie ou Robert le Diable, un grand nombre de barons refusèrent leur fidélité à Guillaume le Bâtard (plus tard Guillaume le Conquérant), ils contestent audacieusement au bâtard de Robert ses droits au duché de Normandie et estiment que Gui de Brionne est plus en droit de succéder à Robert de Normandie. 
Ranulf (ou Ranulph, ou Renouf) de Briquessard (vicomte du Bessin), Regnault, Néel II de Saint-Sauveur (vicomte du Cotentin), Hamon le Dentu (baron de Creully et de Torigny), Grimoult du Plessis, Raoul Tesson et surtout Guy de « Bourgogne » ou Brionne, se battent contre Guillaume et le roi de France Henri Ier. Au cours de la bataille du Val-ès-Dunes, Hamon se trouve devant le roi de France, avec fureur, il l'attaque, le bouscule, et le blesse au visage. « Tiens, souviens-toi de Hamon, baron de Creully ». 
Le roi de France et son cheval tombent à terre. « Saint-Amand » crie le baron de Creully et repart furieusement à l'assaut. « Puisque le roi tombe, l'armée est perdue » dit un chevalier français. Les vassaux du roi de France lui redonnent un cheval car le sien ne peut se relever. Un cri de vengeance monte sur le champ de bataille dans le camp français. Le baron de Creully est entouré, les coups d'épées et de haches s'abattent sur lui. Il résiste et blesse « moult nobles chevaliers ». 
C'est par un coup perfide qu'il est blessé, tombe à terre et meurt. 
Hamon fut enterré dans l'église d'Esquay-Notre-Dame.